# Clastoptera pallidocephala
Clastoptera pallidocephala är en insektsart som beskrevs av Doering 1929. Clastoptera pallidocephala ingår i släktet Clastoptera och familjen Clastopteridae. Inga underarter finns listade i Catalogue of Life.